# David Sánchez López
David Sánchez López (El Ejido, 20 de julio de 1994) es un deportista español que compite en halterofilia.
Ganó tres medallas en el Campeonato Europeo de Halterofilia, bronce en 2016, bronce en 2018 y plata en 2023.
Participó en dos Juegos Olímpicos de Verano, ocupando el décimo lugar en Río de Janeiro 2016 (categoría de 69 kg) y el décimo en Tokio 2020 (categoría de 73 kg).

## Palmarés internacional
| Campeonato Europeo | Campeonato Europeo | Campeonato Europeo | Campeonato Europeo |
| Año                | Lugar              | Medalla            | Categoría          |
| ------------------ | ------------------ | ------------------ | ------------------ |
| 2016               | Førde (Noruega)    | Medalla de bronce  | 69 kg              |
| 2018               | Bucarest (Rumania) | Medalla de bronce  | 69 kg              |
| 2023               | Ereván (Armenia)   | Medalla de plata   | 73 kg              |